# Asahan (plaats)
Asahan is een bestuurslaag in het regentschap Lampung Timur van de provincie Lampung, Indonesië. Asahan telt 3877 inwoners (volkstelling 2010).